# هاري وود (لاعب كرة قاعدة)
هاري وود (بالإنجليزية: Harry Wood)‏ هو لاعب كرة قاعدة أمريكي، ولد في 10 فبراير 1885 في ووترفيل في الولايات المتحدة، وتوفي في 18 مايو 1955 في بيثيسدا في الولايات المتحدة.

## وصلات خارجية
- هاري وود على موقعبيزبول رفرنس.كوم (الدوري الرئيسي) (الإنجليزية)
- هاري وود على موقعبيزبول رفرنس.كوم (الدوري الثانوي) (الإنجليزية)